# E-Mu Systems
E-mu Systems fue una compañía especializada en la fabricación de sintetizadores de software, placas de sonido/interfaces de audio y interfaces y controladores MIDI. Originalmente fundada en 1972 como un fabricante de sintetizadores, E-Mu fue internacionalmente conocida por ser pionera en la fabricación de samplers, cajas de ritmo basadas en tecnología de sampling y estaciones de trabajo de sampler de bajo costo. En el año 1993 esta compañía se convirtió es un subsidiaria de Creative Technology, Ltd. La compañía cesó sus puertas al final de 2002. E-mu Systems estaba localizada en Scotts Valley, California, en las afueras del conocido Silicon Valley.

## Historia

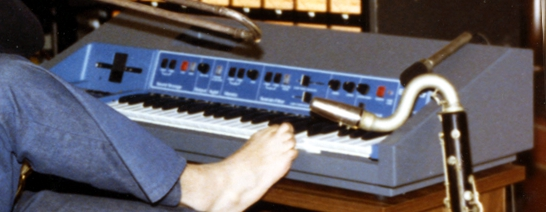
Emulator

En realidad, esta compañía había sido fundada de manera no oficial en 1970 por Scott Wedge y Dave Rossum, y comenzaron fabricando sintetizadores modulares. En 1972, E-mu oficialmente se convirtió en una compañía desarrollando y patentando un teclado polifónico digital (en 1973), licenciado para el uso de Oberheim en los modelos Four-Voice y Eight-Voice. también por el ingeniero Dave Smith en el Prophet 5 de Sequential Circuits. E-Mu, junto con Solid State Microtechnologies también desarrollaron varios circuitos integrados (CI) de módulos de sintetizador, que fueron utilizados por la misma E-Mu y también otras compañías fabricantes de sintetizadores.
Con los réditos financieros provenientes del trabajo con otros fabricantes de sintetizadores, E-Mu diseñó el Audity, su primer sintetizador no-modular, siendo exhibido por primera vez en la convención de la AES de 1980. En esta mismísima convención, Wedge y Rossum vieron el Fairlight CMI y el Linn LM-1, y pudieron reconocer rápidamente el enorme potencial de uso de los samplers digitales. Por tal motivo se propusieron insertar en el mercado un sampler de bajo-costo en virtud de que E-Mu ya tenía desarrollada la tecnología de sampler requerida para lograrlo. Fue así entonces que el Emulator debutó en 1981 con un precio de lista de $7,900, significativamente menos que los $30,000 de un Fairlight.
Luego del Emulator, E-mu lanzó la primera caja de ritmos programable con samples en ROM a un precio inferior a $1,000: el Drumulator. El éxito del Drumulator fue seguido por el Emulator II y el  Emulator III, el sampler de batería SP-12, y la serie de samplers Emax.

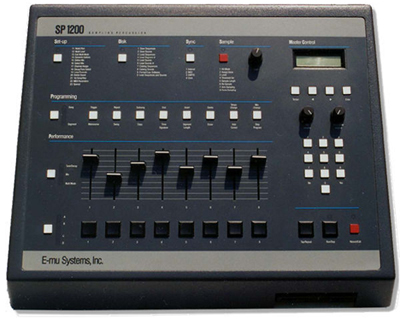
E-mu SP-1200

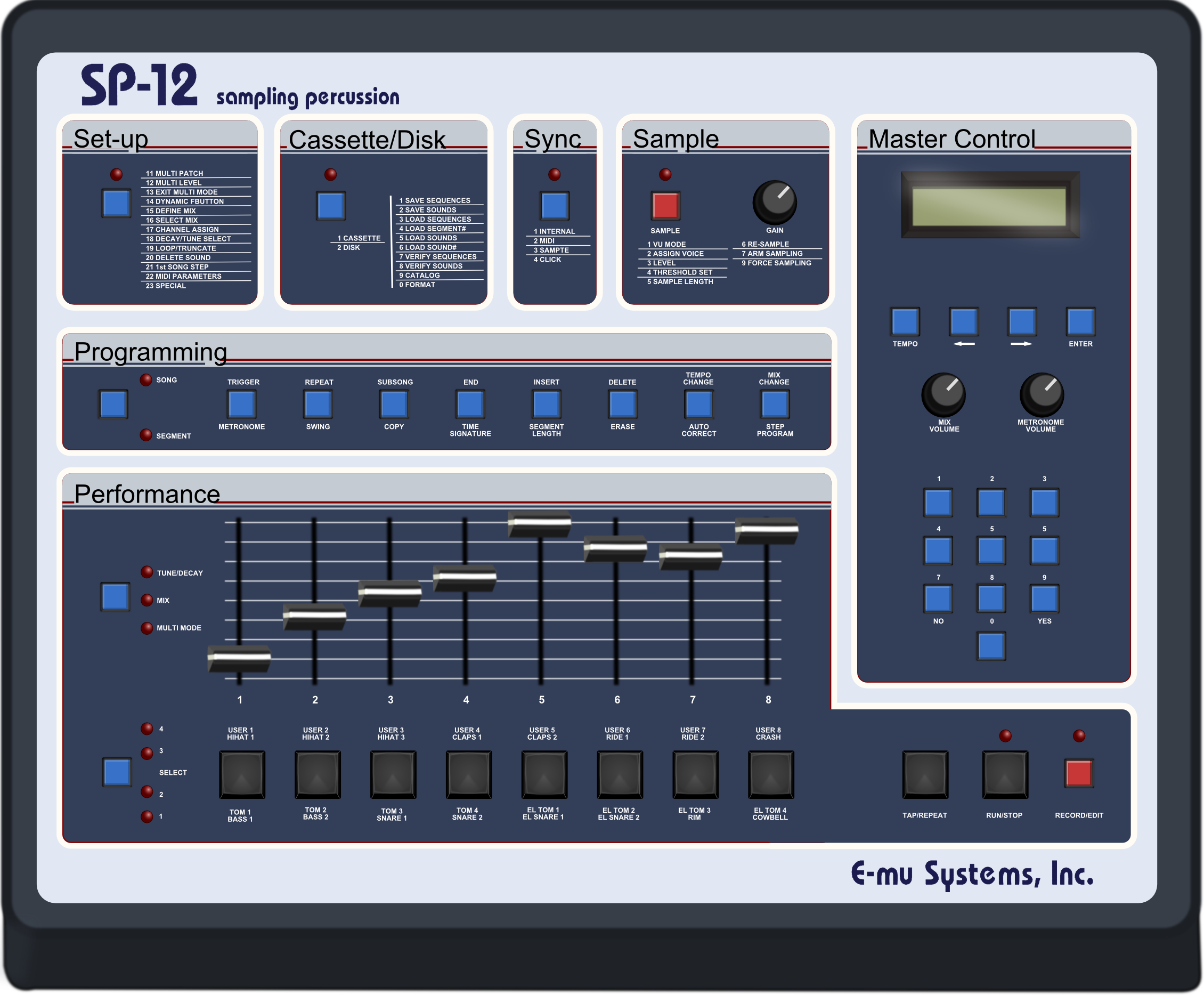
E-mu SP-12

En 1989, E-mu introdujo el módulo de sonido rackeable Proteus, conteniendo samples pregrabados en ROM. El Proteus, llamado Proteus 1 Pop/Rock, tenía una relativamente extensa biblioteca de samples de alta calidad con un precio más bajo que sus competidores. El éxito del Proteus alentó el desarrollo de varias nuevas versiones, incluyendo el Proteus XR, una versión orquestal llamada Proteus/2 Orchestral, y una versión world-music llamada Proteus 3 World.
En 1993 E-mu fue adquirida por Creative Technology (la compañía padre de Creative Labs localizadas en Singapur) y comenzaron a trabajar en introducir síntesis sobre una placa de sonido. A lo largo de los años 1990s E-mu fabricó varios módulos de sonido en la línea de la seria Proteus. E-mu hizo intentos infructuosos en tecnologías de grabación digital multipista con el sistema de Darwin de grabación en disco rígido. En 1998, E-mu fue combinada con Ensoniq, otra compañía similar a E-Mu que fabricaba sintetizadores y samplers, previamente adquirida también por Creative Technology.
En el año 2001 los módulos de E-Mu fueron reensamblados en forma de dispositivos de escritorio (en lugar de rack): XL7 y MP7 Command Stations, ambos modelos con 128 voces de polifonía, agregando funcionalidades avanzadas de síntesis y un muy versátil secuenciador multipista. También presentaron una línea de teclados utilizando la misma tecnología.
Estos últimos mencionados fueron los últimos productos en formato hardware que lanzarían, siendo todos los subsecuentes productos implementados exclusivamente en software; pese a que E-mu cesó sus puertas al final de 2002. En efecto, en el año 2004 E-mu lanzó el Emulator X, una versión para PC de su sampler en hardware extendiendo las capacidades de síntesis. Aunque se requiere de la utilización de una placa PCI para manejar la entrada y salida de audio, los algoritmos ya no correr en un hardware dedicado sino corriendo como software en la misma PC. Finalmente, en el año 2005 se lanzó el Proteus X, un software dedicado a la ejecución y edición de samples.

## Placas de sonidos no Creative

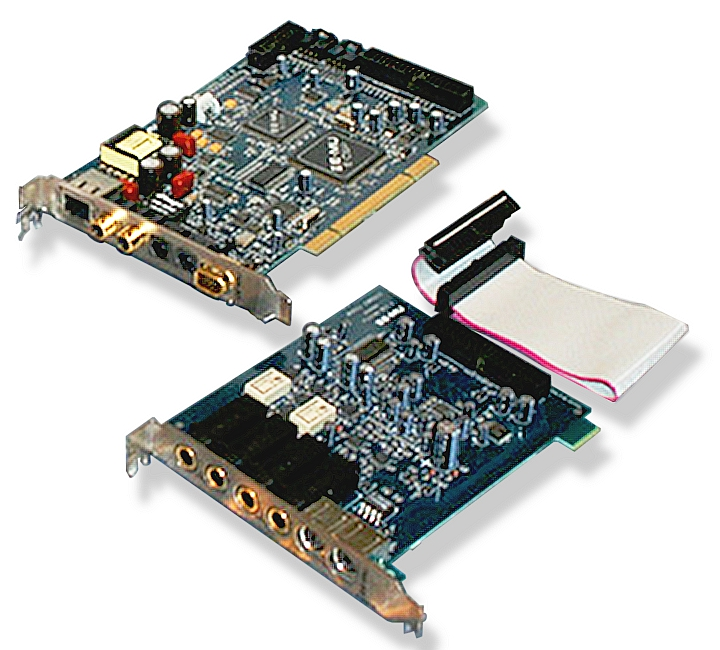
E-mu 1212m PCI Digital Audio System

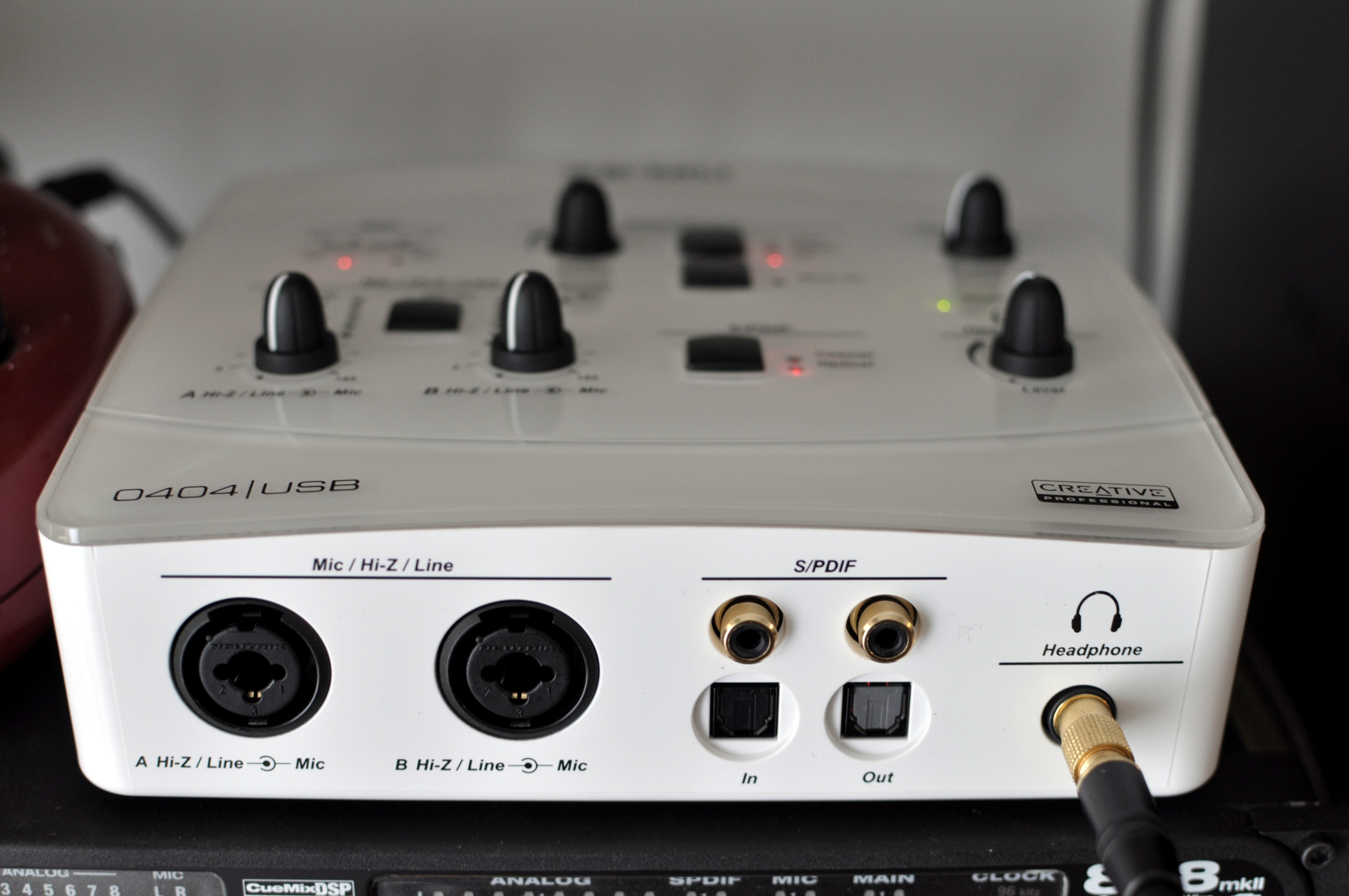
E-mu 0404 USB 2.0 White

Durante los años 2003-2007, E-mu diseño y publicó una serie de sistemas de audio digital de alta fidelidad (placas de sonido para computadoras), creadas para uso profesional, semi-profesional y entusiastas en general del audio por computadora. Fueron lanzados con el nombre de E-Mu, no obstante incluir una etiqueta de "Creative Professional". Los nombres de las placas tenían una codificación numérica de entradas y salidas físicas: 0404, 1212m, 1616, 1616m, 1820 y 1820m, donde la 1616 es una versión para CardBus y el resto para PCI. La "m" significa extra alta calidad de entradas y salidas analógica. El 1820m era el producto insignia hasta que se lanzaron el 1616 y el 1616m (luego se lanzó una versión PCI de la 1616m). Todas las placas tenían drivers para Microsoft Windows 2000 así como versiones de 32 y de 64-bit. El para Apple Macintosh apareció como pendiente, pero por la época pudo haber sisdo afectado por la migración de Apple a una arquitectura Intel.
Aunque el chip DSP (EMU10K2) de las placas es el diseñado por E-Mu y usado en la placa Creative Sound Blaster Audigy2 (y por ende, con capacidad de 24-bit 192 kHz), las gacetillas de prensa para las placas de sonido E-Mu enfatizaban en que la placa de Creative les faltaba entrada en su diseño. Esto era porque ellos querían distinguir su "propia" serie de la de la serie de Creative Sound Blaster. Aunque las placas salieron al mercado muy rápidamente y originalmente incluían drivers un tanto básicos, no muy probados (a posteriori se lanzaron mejoras periódicamente, e incluso funcionalidades más allá de las públicamente conocidas), tuvieron generalmente críticas muy favorables.

## Productos
|  | 1982 - Emulator                                                                                  |
|  | 1984 - Emulator II                                                                               |
|  | 1988 - Emax SE                                                                                   |
|  | 1989 - Proteus 1 (Pop/Rock)                                                                      |
|  | 1993 - Emulator IIIXP                                                                            |
|  | 1994 - ProteusFX                                                                                 |
|  | 1997 - Plannet Phatt (Hip-Hop) 1996 - Orbit (Techno/Electrónica)                                 |
|  | 1996 - Launch-Pad controller for Orbit                                                           |
|  | 1998 - E-mu Proteus 2000                                                                         |
|  | 1999 - E4XT Ultra                                                                                |
|  | 2000 - Xtreme Lead-1 (Techno/Electrónica) 2000 - Mo'Phatt (Hip-Hop) 2002 - Turbo Phatt (Hip-Hop) |
|  | 2001 - E-mu PK-6 (Pop/Rock)                                                                      |

- 1973 - E-mu Modular System
- 1980 - Audity
- 1981 - Emulator
- 1983 - Drumulator
- 1984 - Emulator II
- 1985 - E-mu SP-12 Drum Sampler
- 1986 - Emax
- 1987 - Emulator III
- 1987 - E-mu SP-1200 Drum Sampler
- 1989 - Proteus 1 Pop/Rock
- 1990 - Proteus 2 Orchestral
- 1989 - Proteus 3 World
- 1993 - Morpheus
- 1994 - Emulator IV / e 64
- 1996 - Orbit 9090 V2
- 1997 - Planet Phat
- 1998 - Proteus 2000
- 1998 - E-mu APS (Audio Production Studio)
- 1999 - E4 Ultra Samplers
- 2001 -  XL7/MP7 Command Stations
- 2003 - PCI Digital Audio Systems
- 2004 - Emulator X
- 2005 - CardBus Digital Audio Systems
- 2006 - Emulator X2
- 2006 - E-mu Xboard 25, 49, 61
- 2006 - E-mu Proteus X
- 2007 - Digital Sound Factory, licenciamiento y remasterización las bibliotecas de sonido original del Proteus y del Emulator.
- 2009 - E-mu PIPEline, sistemas Digitales de Transmisión/Recepción inalámbricos.
- 2009 - Emulator X3, la encarnación final del sampler en software E-Mu, nave insignia.
- 2010 - E-mu longboard 61, shortboard 49, teclado de performance inalámbrico.